# Žandarmerija
La Žandarmerija (in bulgaro Жандармерия?) è la forza di gendarmeria della Bulgaria direttamente dipendente dal ministero dell'interno.
Dal ministero dipendono cinque strutture militari denominate "servizi nazionali" che ai compiti di polizia e di sicurezza interna aggiungono:
- Servizio di sicurezza nazionale: controspionaggio
- Polizia nazionale: mantenimento dell'ordine pubblico, prevenzione e contrasti ai reati
- Polizia di frontiera: protezione delle frontiere statali
- Servizio criminalità organizzata: repressione e contrasto delle organizzazioni criminali
- Gendarmeria

La gendarmeria è una polizia speciale impiegata per garantire la sicurezza di importanti strutture, edifici e personalità, per rispondere a rivolte e sommosse e per contrastare le minacce sovversive e militari. I suoi agenti sono addestrati ad operare sia in ambienti urbani che in ambienti desertici in modo da essere in grado di svolgere una vasta gamma di funzioni.
L'equipaggiamento è composto da pistole in calibro Makarov 9x18, equipaggiamento protettivo, granate a gas, manganelli e armi non letali. Vengono anche impiegati fucili AK-74 in calibro 5,45 × 39 mm.
La gendarmeria è destinata ad essere una struttura di forza intermedia tra l'esercito e la polizia.
Il comandante generale della gendarmeria è di solito un generale di divisione.